# Giovanni Battista Zelotti
Giovanni Battista Zelotti (* um 1526 vermutlich in Verona; † 28. August 1578 in Mantua) war ein italienischer Maler der Renaissance.

## Leben und Werke
Giovanni Battista oder Giambattista Zelotti gehörte zu den bekanntesten und berühmtesten Freskenmalern, die um die Mitte des 16. Jahrhunderts auf dem venezianischen Festland tätig waren. Ausgebildet wurde er bei Antonio Badile und Domenico Riccio, vielleicht auch bei Tizian. Nach Bernasconi soll er bei seinem Onkel Paolo Farinati gelernt haben. Giorgio Vasari nennt ihn Battista di Verona, aber auch Battista Farinati. Er war ein Zeitgenosse von Paolo Veronese, mit dem ihn eine enge Zusammenarbeit verband. Er arbeitete mit ihm an den Fresken der Villa Da Porto Colleoni in Thiene, der Villa Soranzo, außerdem war er in Venedig mit Arbeiten im Dogenpalast (1553/54) und in der Biblioteca Marciana (1556/57) betraut. Aufträge führten in auch nach Vicenza: Arbeiten im Palazzo Chiericati (1558) und im Dom (1572). Er genoss einen hervorragenden Ruf unter den Adelsfamilien seiner Zeit und wurde immer häufiger mit der Ausmalung ihrer Landsitze betraut. 1557 schuf er die Fresken in der Villa Godi in Lonedo, danach in der Villa Emo in Fanzolo und in der Malcontenta. Um 1570 arbeitete er im Castello del Catajo und malte zwei Säle in der Villa Caldogno aus. 1572 in der Villa Da Porto in Torri di Quartesolo tätig. 1575 schließlich siedelte er als Präfekt der herzoglichen Bauten nach Mantua über, wo er 1578 starb. Zelottis Malereien entstanden in enger Anlehnung an die Ideale Palladios. Seine Fresken sind typische Beispiele der Illusionsmalerei. Die Wände werden durch Architekturelemente aufgeteilt und mit Landschaften, mythologischen Szenen, allegorischen Figuren oder historischen Zyklen gefüllt.

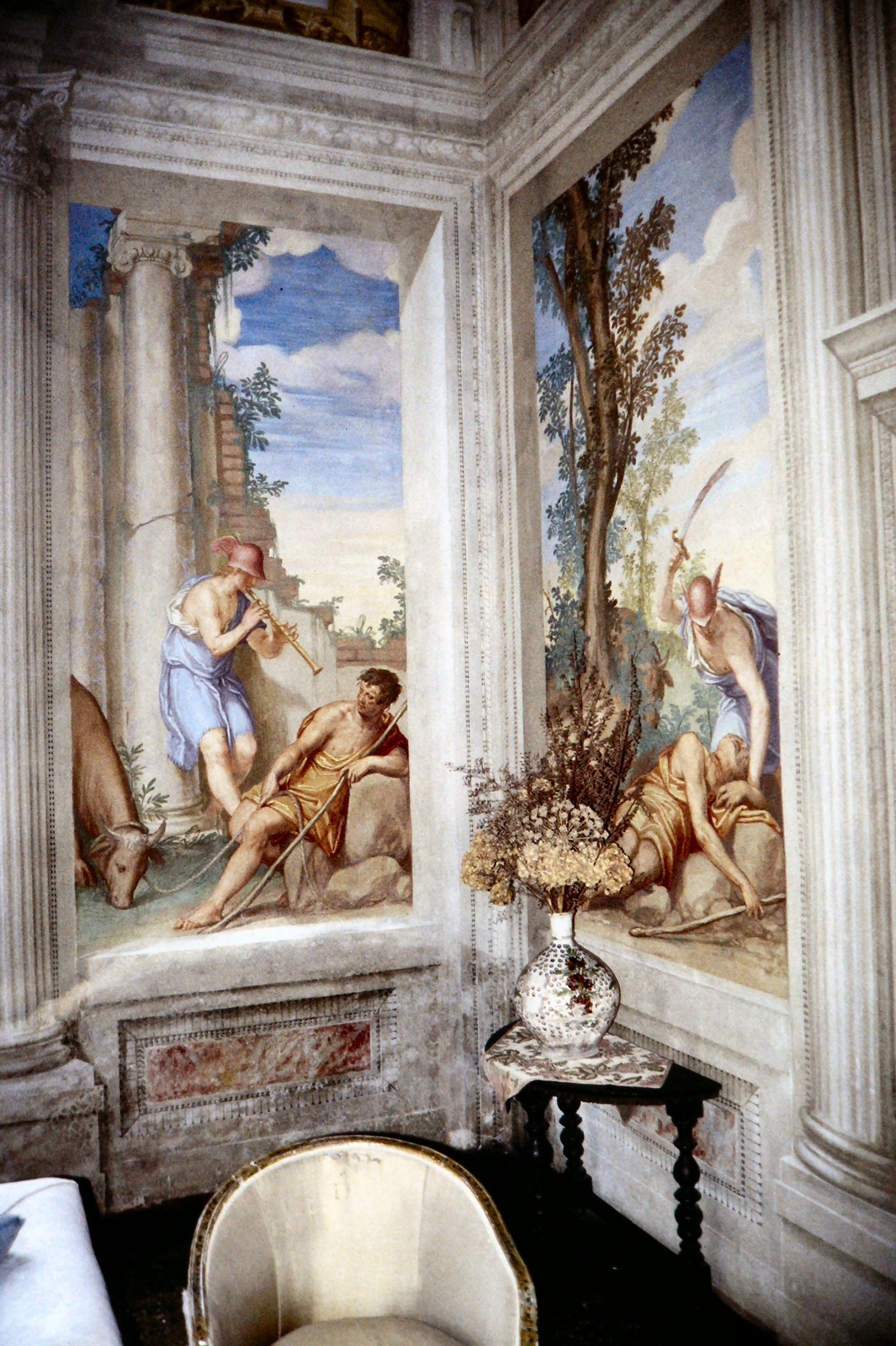
Fresken von G. B. Zelotti, Villa Emo in Fanzolo

## Werke
Gemeinsam mit Paolo Veronese arbeitete er an folgenden Projekten:
- Villa Soranza bei Castelfranco (1551) – von diesen Werken sind heute nur Reste erhalten.
- Dogenpalast (Decke der Sala del Consiglio dei Dieci) in Venedig (1553/54).
- Biblioteca Marciana (1556/57) in Venedig.
- Palazzo Trevisan in Murano.

Andere Kooperationen sowie eigenständige Arbeiten:
- Villa Foscari (La Malcontenta) (VE) – gemeinsam mit Bernardino India und Battista Franco schuf er die Freskendekorationen. Heute sind nur noch Reste vorhanden.
- Villa Emo in Fanzolo (TV) – allegorische Darstellung der Künste.
- Villa Roberti in Brúgine (PD) – Landschaften, in denen sich Episoden aus den Metamorphosen des Ovids abspielen.
- Castello Obizzi genannt Castello del Catajo in Battaglia Terme (PD) – Darstellungen aus der römischen Geschichte und ein Freskenzyklus von zeitgenössischen Kampfszenen, in denen die Obizzi Ruhm ernteten (um 1570).

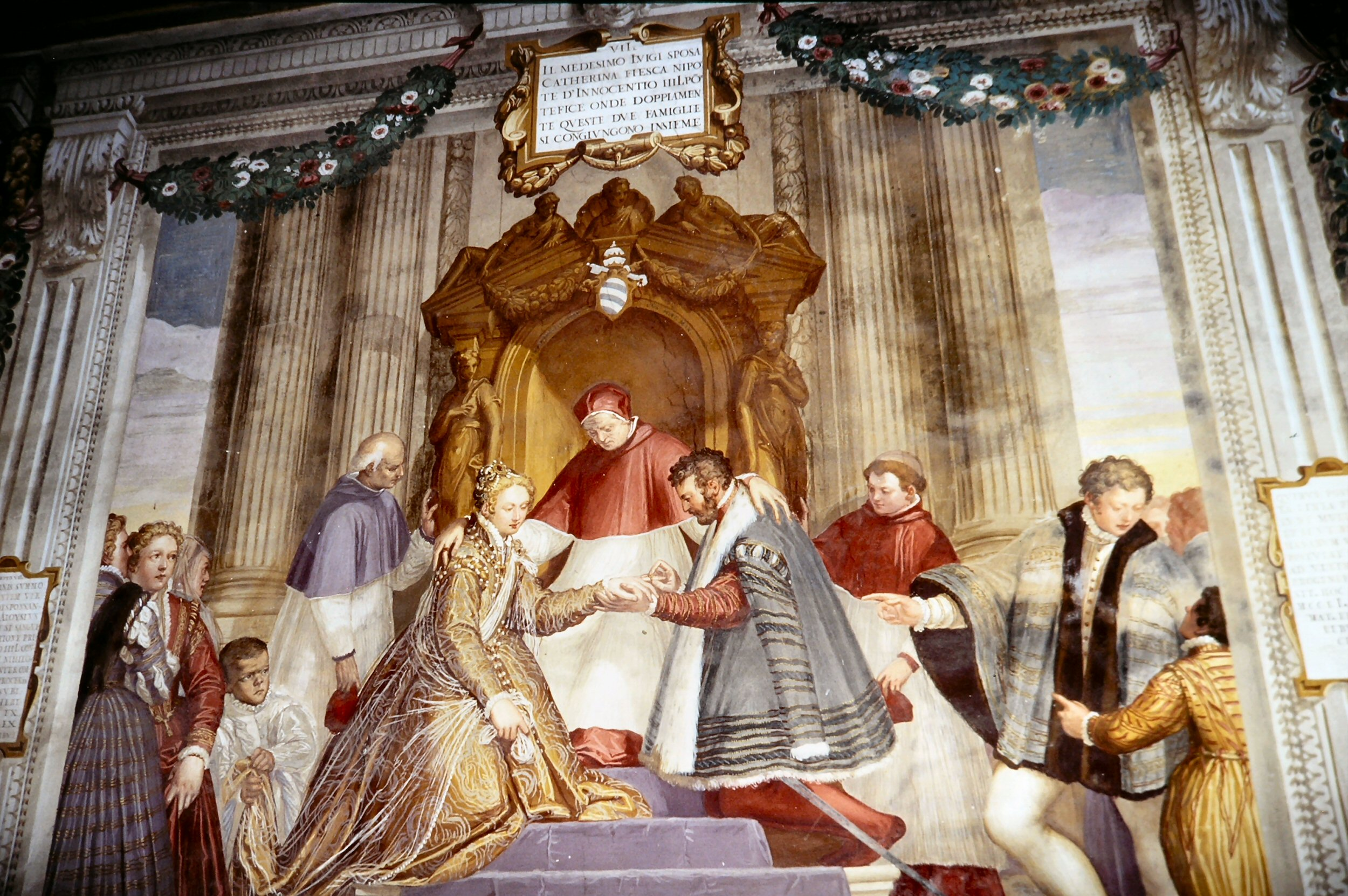
Hochzeit im Hause Obizzi, Fresko von G. B. Zelotti im Schloss Catajo in Battaglia Terme

- Villa Godi Valmarana in Lugo di Vicenza (VI) – Herkules bei der Entscheidung zwischen Tugend und Laster, Saal der Künste, Saal des Olymps, Saal der Venus.
- Villa Caldogno in Caldogno (VI) – Saal des Scipio, der Großteil wurde von Giovanni Antonio Fasolo dekoriert.
- Palazzo Chiericati in Vicenza.
- Villa Porto Colleoni in Thiene (VI) – gemeinsam mit Giovanni Antonio Fasolo.
- Villa Da Porto in Torri di Quartesolo – die Fresken befinden sich heute im Rathaus bzw. im Museum von Vicenza.
- Abbazia di Praglia – Kuppelfresko und Altarbild.